# Rotlech
De Rotlech is een rechterzijrivier van de Lech en stroomt door het Rotlechtal in de Lechtaler Alpen in de Oostenrijkse deelstaat Tirol.

## Loop
De rivier ontspringt ten noordwesten van de Heiterwand, nabij de schaapsherdershut Hinterberghütte op een hoogte van ongeveer 2210 m.ü.A.. De rivier stroomt vervolgens in noordoostelijke richting naar de alpenweide Tarrentonalm (1519 m.ü.A.) en verder richting noorden langs de Klotzhütte (1480 m.ü.A.) en achtereenvolgens door de Schwarzboden en de Mittelboden. Verder naar het noorden neemt de Rotlech het water van de Loreggbach op. Hierna volgen nog andere zijbeken. Ruim een kilometer ten noordwesten van het plaatsje Rinnen (gemeente Berwang) stroomt de Rotlech in het stuwmeer Rotlech-Stausee. Dit meer heeft een lengte van bijna een kilometer en kan 1,1 miljoen kubieke meter water bevatten. Bij Weißenbach am Lech (885 m.ü.A.) mondt de Rotlech uit in de Lech.

## Linker zijriviertjes
- Knodenbach
- Krimplingbach
- Rotbach
- Liegfeistbach

## Rechter zijriviertjes
- Loreggbach
- Wildkarlebach
- Suwaldbach
- Brandner Bach
- Seebach